# Mbuya
Mbuya était une jeune fille Barue, au Mozambique, qui initia un mouvement de révolte contre le colonisateur portugais en 1917.

## Initiatrice de révolte anticoloniale
L'action de Mbuya se place dans le contexte de la Première Guerre mondiale. En effet, après avoir opté dans un premier temps pour la neutralité, le Portugal s'engagea dans le conflit aux côtés de l'Entente et dut de ce fait multiplier les recrutements de troupes, notamment dans son empire colonial et plus particulièrement au Mozambique. Les Barue, un groupe apparenté aux Shonas et vivant au sud du Zambèze, ne s'opposaient pas à ces enrôlements massifs, paralysés qu'ils étaient par des querelles de successions. 
C'est alors qu'une jeune fille se disant porteuse de l'esprit des ancêtres, nommée Mbuya, intervint et déclara que le dieu suprême des Barue, Mwari, lui avait parlé : il intimait l'ordre aux Barue d'expulser les Blancs hors de leur territoire. Dans un contexte de mécontentement latent, l'intervention de Mbuya catalysa les énergies et déclencha la révolte Barue, prise en charge par l'un des prétendants au trône, Nongwe-Nongwe, qui déclara : « ce pays est désormais le mien et je fais la guerre aux Portugais ».
Cette révolte initiée par Mbuya apparaît comme caractéristique de la revitalisation de pratiques religieuses traditionnelles africaines qui accompagna la mise en place de la domination coloniale européenne au XIXe siècle ; la religion joua à cette occasion le rôle de catalyseur du désarroi des populations et de ferment d'opposition aux colonisateurs.